# RPWL
RPWL est un groupe de rock progressif allemand, originaire de Freising, en Bavière. Ce nom consiste en un sigle composé des initiales des membres fondateurs du groupe : Phil Paul Risettio (batterie), Chris Postl (basse), Kalle Wallner (guitare) et Yogi Lang (chant et claviers). Ceux-ci proposent d'abord des reprises de morceaux du groupe britannique Pink Floyd avant d'enregistrer leurs propres compositions et de faire l'objet d'une certaine reconnaissance dans le milieu progressif, comme en témoigne leur participation à plusieurs festivals. RPWL (prononcer RPVL) livre une musique inspirée, élaborée, puissante et symphonique. Influencés par Pink-Floyd et proches de Porcupine Tree, ils amènent au rock néo-progressif une créativité très personnelle qui participe au renouvellement du genre.

## Biographie
Le groupe émerge des cendres du groupe Violet District, qui comprenait Kalle Wallner et Chris Postl, ainsi que Stephan Ebner, aux côtés de Yogi Lang en tant que producteur et musicien invité. Après avoir déjà joué ensemble dans un groupe sans nom en 1996, les membres forment RPWL en 1997 comme tribute band de Pink Floyd,,. La voix de Yogi Lang était similaire à celle du chanteur principal de Pink Floyd, David Gilmour. Cependant, RPWL développe rapidement son propre style musical, et publiera 15 albums entre 1998 et 2017.
Cette première mouture du groupe enregistre en 2000, l'album God Has Failed ; cependant, ils perdent Chris Postl. Il est remplacé par Stephan Ebner. Ils recrutent également Andreas Wernthaler comme second claviériste. Avec cette formation, les albums Trying to Kiss the Sun (2002) et Stock (2003) sont enregistrés. Par la suite, la formation change de nouveau. Phil Paul Risettio quitte le groupe et est remplacé par Manni Müller à la batterie. Cette formation enregistre l'album World Through My Eyes, sorti en 2005 ; il fait participer l'ancien chanteur de Stiltskin et Genesis, Ray Wilson pour le morceau Roses. L'album est publié en formats CD audio conventionnel et en SACD (Super Audio Compact Disc) hybride.
Chris Postl, membre fondateur et rapatrié de la tournée européenne, reprend la basse de Stephan Ebner. Chris Postl n'a jamais perdu contact avec le groupe et a participé à tous les albums sortis après son départ en tant que musicien invité. Le groupe est aussi soutenu en tournée par le claviériste Markus Jehle, qui adhère officiellement au groupe en 2009. En octobre 2005 sort le double album live Start the Fire. L'album live fait notamment participer Ray Wilson comme chanteur invité. Des chansons additionnelles de la tournée sont publiées en 2007 sur l'album 9. À l'instar de l'album Ummagumma de Pink Floyd, 9 contient une moitié live avec des chansons du groupe et une moitié studio, chacune avec une composition enregistrée par chaque membre du groupe. 
En 2008 sort l'album The RPWL Experience. Après la sortie de l'album, la formation change de nouveau. Le successeur de Manni Müller à la batterie devient Marc Turiaux. En 2009, le groupe sort des enregistrements de l'Experience Tour intitulés The RPWL Live Experience, publié comme double-album, et CD/DVD.
En 2010, l'album The Gentle Art of Music est publié à l'occasion du 10e anniversaire de la sortie de leur premier album, sur le propre label du groupe, Gentle Art of Music. Ray Wilson participe de nouveau au chant. En 2012, le groupe sort son premier album-concept, Beyond Man and Time, à la fois en version normale et en édition limitée avec audiobook. Il parle d'un voyage musical à travers le monde en dehors de la grotte de Platon. Le 22 février 2013, RPWL organise un concert Beyond Man and Time à Katowice, en Pologne, publié en DVD live et double CD live en septembre 2013 sous le titre de A Show Beyond Man and Time.
Le 14 mars 2014, le groupe publie l'album Wanted,  aussi un album-concept, et suite de Beyond Man and Time. Il est disponible en trois versions : CD single, CD/DVD  édition limitée accompagnée d'un mixage audio 5.1, et double-album vinyle. À l'occasion de la sortie de l'album, le groupe publie un clip officiel pour le premier single, Swords and Guns, qui, selon le groupe, « montre comment l'histoire de l'album a commencé il y a des centaines d'années. »
Pendant les années qui suivent, le groupe se concentre sur la sortie d'albums live ; par exemple, trois des quatre derniers albums sortis exclusivement contiennent des enregistrements live. En outre, le 31 octobre 2015, le groupe enregistre un concert du morceau A New Dawn (issu de Wanted). Le concert est publié le 14 juillet 2017 en Blu-ray, DVD, double-album et triple LP. Il atteint la 100e place des charts d'albums allemands et la 10e des clips allemands.

## Membres

### Membres actuels
- Jürgen « Yogi » Lang - chant, claviers (depuis 1997)
- Karlheinz « Kalle » Wallner - guitare (depuis 1997)
- Marc Turiaux - batterie (depuis 2009)
- Markus Grützner - basse (depuis 2022)

### Anciens membres
- Phil Paul Risettio - batterie (1997-2002)
- Chris Postl - basse (1997-2001; 2005- )
- Andreas Wernthaler - claviers (2002–2003)
- Stephan Ebner - basse (2002–2005)
- Manfred « Manni » Müller - batterie (2002–2008)
- Markus Jehle - claviers (2008-2022)
- Werner Taus - basse (2010-2018)

## Discographie
- 2000 : Signs of Life (album hommage à Pink Floyd)
- 2000 : God has failed
- 2001 : More Relics (album hommage à Pink Floyd)
- 2002 : Trying to kiss the sun
- 2003 : Stock
- 2005 : World through my Eyes
- 2005 : Start the Fire (album live)
- 2007 : 9 (édition limitée)
- 2008 : The RPWL Experience
- 2009 : The RPWL Live Experience
- 2010 : The Gentle Art of Music (double-album)
- 2012 : Beyond Man and Time
- 2014 : Wanted
- 2019 : Tales From Outer Space
- 2019 : God Has Failed – Live & Personal
- 2023 : Crime Scene